# Roderick Chase
Roderick Chase (nascido em 12 de outubro de 1967) é um ex-ciclista barbadense.

## Olimpíadas
Competiu pelo Barbados no ciclismo de estrada dos Jogos Olímpicos de Verão de 1988.